# Ефремовка (Павлодарская область)
Ефремовка (каз. Ефремовка) — село в Павлодарском районе Павлодарской области Казахстана. Расположено в 34 км к северо-востоку от Павлодара. Административный центр Ефремовского сельского округа. Код КАТО — 556037100.

## История
Село было основано в 1906 году на урочище Сарыозек крестьянами-переселенцами из украинских земель. Первым ходоком сюда прибыл Ефрем Мельниченко, именем которого и назвали село. С 1923 года Ефремовка была волостным центром в Павлодарском уезде Семипалатинской области. С 1928 года — в составе Павлодарского района.
В 1930 году в Ефремовке была создана первая в Павлодарском Прииртыщье Павлодарская МТС. В 1960 году на базе колхоза имени Куйбышева и Павлодарской МТС был организован свиноводческий совхоз «Ефремовский» с центральной усадьбой в селе.

## Население
В 1985 году в селе проживало 1852 человека. В 1999 году население села составляло 1454 человека (698 мужчин и 766 женщин). По данным переписи 2009 года, в селе проживало 1090 человек (517 мужчин и 573 женщины).